# Tezoquipa (Atitalaquia)
Tezoquipa es una localidad de México perteneciente al municipio de Atitalaquia en el estado de Hidalgo.

## Toponimia
Te-zoqui-pan, compuesto de tetl, piedra, de zoquitl, lodo, con la terminación pan, el signo tetl, piedra, y encima el de zoquitl, lodo o barro; lugar que tiene lodo en un pedregal. Tezoauiatl, lodo o cieno de piedras, y de pan, en; En donde hay lodo o cieno con piedras.

## Geografía
A la localidad le corresponden las coordenadas geográficas 20° 3’ 25.649” de latitud norte y 99° 12’ 18.526” de longitud oeste, con una altitud de 2108 m s. n. m. Se encuentra a una distancia aproximada de 2.21 kilómetros al noreste de la cabecera municipal, Atitalaquia.
En cuanto a fisiografía se encuentra dentro de la provincia del Eje Neovolcánico dentro de la subprovincia de Llanuras y Sierras de Querétaro e Hidalgo; su terreno es de llanura y lomerío. En lo que respecta a la hidrología se encuentra posicionado en la región Panuco, dentro de la cuenca del río Moctezuma, en la subcuenca del río Salado. Cuenta con un clima semiseco templado.

## Demografía
En 2020 registró una población de 3416 personas, lo que corresponde al 10.84 % de la población municipal. De los cuales 1662 son hombres y 1754 son mujeres. Tiene 803 viviendas particulares habitadas.
| Gráfica de evolución demográfica de Tezoquipa entre 1900 y 2020                              |
|                                                                                              |
| Población de los censos y conteos del Instituto Nacional de Estadística y Geografía (INEGI). |

## Economía
La localidad tiene un grado de marginación medio y un grado de rezago social muy bajo.